# Necropoli di Greppe Sant'Angelo
La Necropoli di Greppe Sant'Angelo è una area funebre etrusca, afferente all'antica città di Caere, situata in un'area vicina al centro cittadino di Cerveteri, in provincia di Roma.

## Descrizione
La necropoli è nota per la Tomba del Charun (anche Tomba del Caronte) e per il Santuario di Ercole, particolarmente venerato a Caere. In questa necropoli sono stati ritrovati il celebre Cratere di Eufronio,  rubato e quindi esposto dal 1972 al Metropolitan Museum di New York fino al 2006, quando è stato restituito all'Italia, attualmente conservato presso il Museo nazionale cerite, e una sfinge alata etrusca, due volte rubata e due volte recuperata, che evidenza l'aderenza culturale delle elite ceratane alla cultura macedone.
La necropoli è soggetta a smottamenti che ne mettono in pericolo la conservazione, tanto che tramite il PNNR sono stati finanziati i lavori di consolidamento e restauro, oltre che l'allestimento di nuovi spazi espositivi.